# Hoseason Glacier
Hoseason Glacier är en glaciär i Antarktis. Den ligger i Östantarktis. Australien gör anspråk på området. Hoseason Glacier ligger 58 meter över havet.
Terrängen runt Hoseason Glacier är varierad. Havet är nära Hoseason Glacier åt nordost.  Trakten är obefolkad. Det finns inga samhällen i närheten.